# Baladas (Chopin)
Frédéric Chopin compuso cuatro baladas para piano, que se han convertido en piezas muy famosas entre los pianistas dadas sus frecuentes interpretaciones, sobre todo la primera de ellas, además de la dificultad técnica que presentan. En origen, la balada era un poema cantado, que mezclaba lo lírico y lo épico. Chopin compuso sus baladas entre 1831 y 1842, inspiradas en poemas de Adam Mickiewicz, amigo del compositor, y al igual que éste, exiliado en París.
Las cuatro baladas de Chopin comparten rasgos estilísticos que marcan la diferencia como género narrativo-musical. Hay dos aspectos comunes que dan forma de “historia” a estas cuatro obras: El tempo  y la estructura formal. El tempo es justamente el elemento común más evidente en las cuatro baladas. Chopin elige los compases de 6/4 o 6/8 y un tempo moderato en todas, lo que les confiere un ritmo interno en común. Esto hace pensar en la posibilidad de que Chopin imitase la métrica de algunos poemas. Según James Parakilas, la métrica en seis partes es muy común en las melodías de las baladas populares y en los Lieder compuestos sobre baladas. “Chopin recurrió a este ritmo para dotar a la historia de la balada de su carácter similar al de un sueño”.
En cuanto a la estructura, Chopin comienza a apostar por las formas en un único movimiento, de forma ininterrumpida como el énfasis en una única línea de acción desarrollada con precipitación, ya que hay un motor interno que siempre va hacia delante, queriendo culminar en un clímax final que se detiene a contemplar, pero nunca mira hacia atrás. Es la capacidad de transformación de los temas lo que cumple esta función de narración en cuanto a la necesidad de llegar a algún lado, impulsando el desarrollo de la Ballade desde el acto inicial del desafío hasta la antesala del desenlace.

## Balada n.º 1
La Balada n.º 1 en sol menor op. 23. Los esbozos de esta primera balada, datan de 1831. Se publicó en Leipzig, cinco años después en 1836. Los comentarios de Schumann la describen como una de las composiciones "más salvajes e inusuales" de Chopin. Inicia con un diseño ascendente, a modo de pregunta, al que sigue un tema lírico y melancólico. Un segundo tema, que comienza cantabile, se agita con vigor. Ambos se intercalan creando contrastes expresivos. Finaliza magistralmente con una coda magnífica y complicada técnicamente y una serie de octavas descendentes de gran impacto.

## Balada n.º 2
En la tonalidad de fa mayor, data de 1836-1839 y se publicó en París en 1840 con un op. 38. Está dedicada a Robert Schumann. Dos temas contrastantes conforman la estructura, el primero es de sereno lirismo, y el segundo de trazos vigorosos. Cabe destacar el soberbio paso del andantino al presto con fuoco, por su espléndida violencia y belleza. Se dice que esta balada está inspirada en el poema Switiz de Mickiewicz, en el que una apacible aldea polaca se ve engullida por las aguas de un lago encantado.

## Balada n.º 3
En la bemol mayor, fue compuesta en 1840-1841 y publicada en 1841 con un op. 47. Está dedicada a la princesa de Noailles. En tiempos de Chopin fue la más famosa de sus cuatro baladas, inspirándose en el cuento Ondina, la sirena que se enamora de un príncipe. Algunas secuencias sugieren la ondulación de las aguas. Es la pieza más lírica de las cuatro y la que ofrece menos dificultades de ejecución.

## Balada n.º 4
Está en la tonalidad en fa menor, datando de 1842 y perteneciendo al op. 52. Se publicó en Leipzig en 1843, dedicándola su autor a la baronesa de Rothschild. Es la más amplia y rica, con momentos de gran lirismo y ternura y otros de enorme agitación, resultando una obra fascinante.